# Atlético Minero
Atlético Minero Matucana – peruwiański klub piłkarski z siedzibą w mieście Matucana leżącym w regionie Lima.

## Osiągnięcia
- Ćwierćfinał Copa Perú: 2005
- Wicemistrz II ligi: 2007

## Historia
Klub został założony 23 marca 1978 pod nazwą Union Casapalca Mine w górniczym mieście Casapalca. Po fuzji z klubem Boca Junior zmienił nazwę na Atlético Minero.
Klub z biegiem czasu stał się jednym z bardziej znanych klubów biorących udział w turnieju Copa Perú. Najgłośniejszym był występ w 2005, kiedy to zespół dotarł do ćwierćfinału, gdzie został wyeliminowany przez José Gálvez Chimbote.
Z powodu dwóch zwolnionych miejsc klub zaproszono do udziału w rozgrywkach drugiej ligi (Segunda División Peruana) w 2006. Zażądano jednak, by klub przeniósł swą siedzibę do regionu, który nie posiadał swego reprezentanta w dwóch czołowych ligach peruwiańskich. Z tego powodu Atlético Minero przeniósł swą siedzibę do miasta Huancayo, stolicy regionu Junín.
W 2007 klub powrócił do miasta Matucana. Drugie miejsce w II lidze pozwoliło wziąć udział w barażu o pierwszą ligę z finalistą Copa Perú, klubem Sport Águila Huancayo. Atlético Minero wykorzystał swą szansę i pierwszy raz w historii awansował do I ligi.